# Rophaien
De Rophaien is een bergtop in de Vooralpen en ligt in het kanton Uri, Zwitserland. De berg heeft een hoogte van 2077 meter.
De Rophaien ligt direct boven de Urnersee, het zuidelijke bekken van het Vierwoudstrekenmeer. De berg maakt deel uit van de Kaiserstockkette en is een geliefd doel bij zowel skitoeren als wandelingen vanwege het fraaie uitzicht op zowel het Vierwoudstrekenmeer als de Alpen in het zuiden. Vanuit het noorden en het zuiden is de berg relatief eenvoudig te bereiken.